# Vila-seca
Vila-seca est une commune de la comarque du Tarragonès dans la province de Tarragone en Catalogne (Espagne).

## Géographie
Le complexe de loisirs PortAventura World s'étend en partie sur Vila-seca.

## Population et société

### Démographie
En 2012, Vila-seca est la 59e commune la plus peuplée de Catalogne.

## Culture locale et patrimoine

### Lieux et monuments

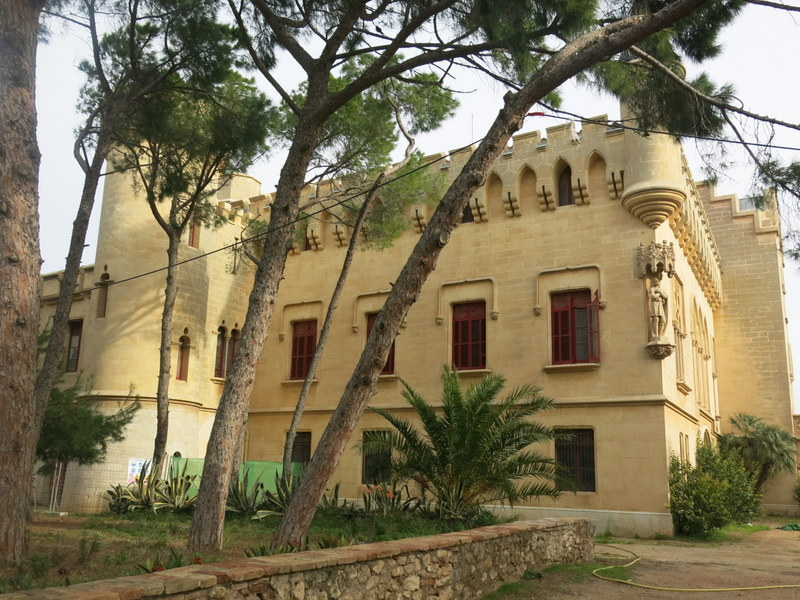
Le château

- Le château, mentionné dès 1417 et transformé au XIXe siècle en palais néogothique ;
- L'église Saint-Estève, construite vers 1605 dans un style transitoire entre gothique et renaissance.

### Personnalités liées à la commune
- Mució Miquel (1902-1945), coureur cycliste professionnel et ancien résistant FTPF a passé son enfance et son adolescence dans la commune.